# Ljubim
Ljubim (anche traslitterata come Lyubim) è una cittadina della Russia europea centrale (Oblast' di Jaroslavl'), situata alla confluenza dei fiumi Uča e Obnora, 151 chilometri a nordovest del capoluogo Jaroslavl'; è il capoluogo del distretto omonimo.
Fondata nel 1546, ottenne lo status di città nel 1777.

## Società

### Evoluzione demografica
Fonte: mojgorod.ru
- 1897: 3.000
- 1939: 7.100
- 1970: 7.700
- 1989: 7.100
- 2002: 6.254
- 2006: 6.000